# Cecil Roth
Cecil Roth, (Londres, 5 de março de 1899 – Jerusalém, 21 de junho de 1970) foi um historiador e um académico britânico de religião judaica.

## Vida
Roth nasceu em Dalston, Londres, em 5 de março de 1899. Seus pais eram Etty e Joseph Roth, e Cecil era o caçula de seus quatro filhos. Na infância, Cecil recebeu uma educação religiosa judaica tradicional, inclusive estudando hebraico, com Jacob Mann. Ele foi para a escola na City of London School. Ele lutou na Primeira Guerra Mundial, na ativa na França em 1918.
Na Universidade, Roth estudou história no Merton College, Oxford.  Ele obteve um BA de primeira classe em história moderna em 1922, e um D.Phil. em 1924. Seu primeiro trabalho publicado, baseado em sua tese, foi The Last Florentine Republic (1527-1530), publicado em 1925. Roth foi eleito Fellow da Royal Historical Society no mesmo ano e membro da Royal Society of Literature em 1941.
Em 1928 casou-se com Irene Rosalind Davis  e viveu da escrita freelance até retornar a Oxford como Reader in Post-Biblical Jewish Studies de 1939 a 1964.
O casal era colecionador entusiasta de manuscritos e objetos de arte relacionados ao judaísmo, vendendo coleções substanciais do primeiro para a Biblioteca Brotherton da Universidade de Leeds em 1961 e do último para o Museu da Sinagoga Beth Tzedec em Toronto.
Ao se aposentar de Oxford em 1964, a convite de Joseph H. Lookstein , Roth tornou-se professor visitante na Universidade Bar-Ilan, em Israel , mudando-se para Jerusalém. No entanto, um mês depois de sua chegada, ele foi atacado em uma publicação pelo rabino Bromberg por alegadamente argumentar que Moisés nunca existiu - quando na verdade ele notou o ceticismo dos outros sobre a existência de Moisés e argumentou que Moisés de fato viveu. A acusação provocou um escândalo, e Roth sofreu um ataque cardíaco em novembro de 1964. A esposa de Roth, Irene, atribuiu o ataque cardíaco em parte ao estresse da migração e em parte ao estresse das acusações. Roth deixou seu cargo na Universidade no início de 1965, alegando problemas de saúde. Ele passou a ocupar um cargo na City University of New York (1966-1969) enquanto trabalhava como editor geral da Encyclopaedia Judaica, morrendo no cargo logo após a conclusão da primeira edição da enciclopédia.
Roth morreu, aos 71 anos, em 21 de junho de 1970 em Jerusalém.

## Trabalhos

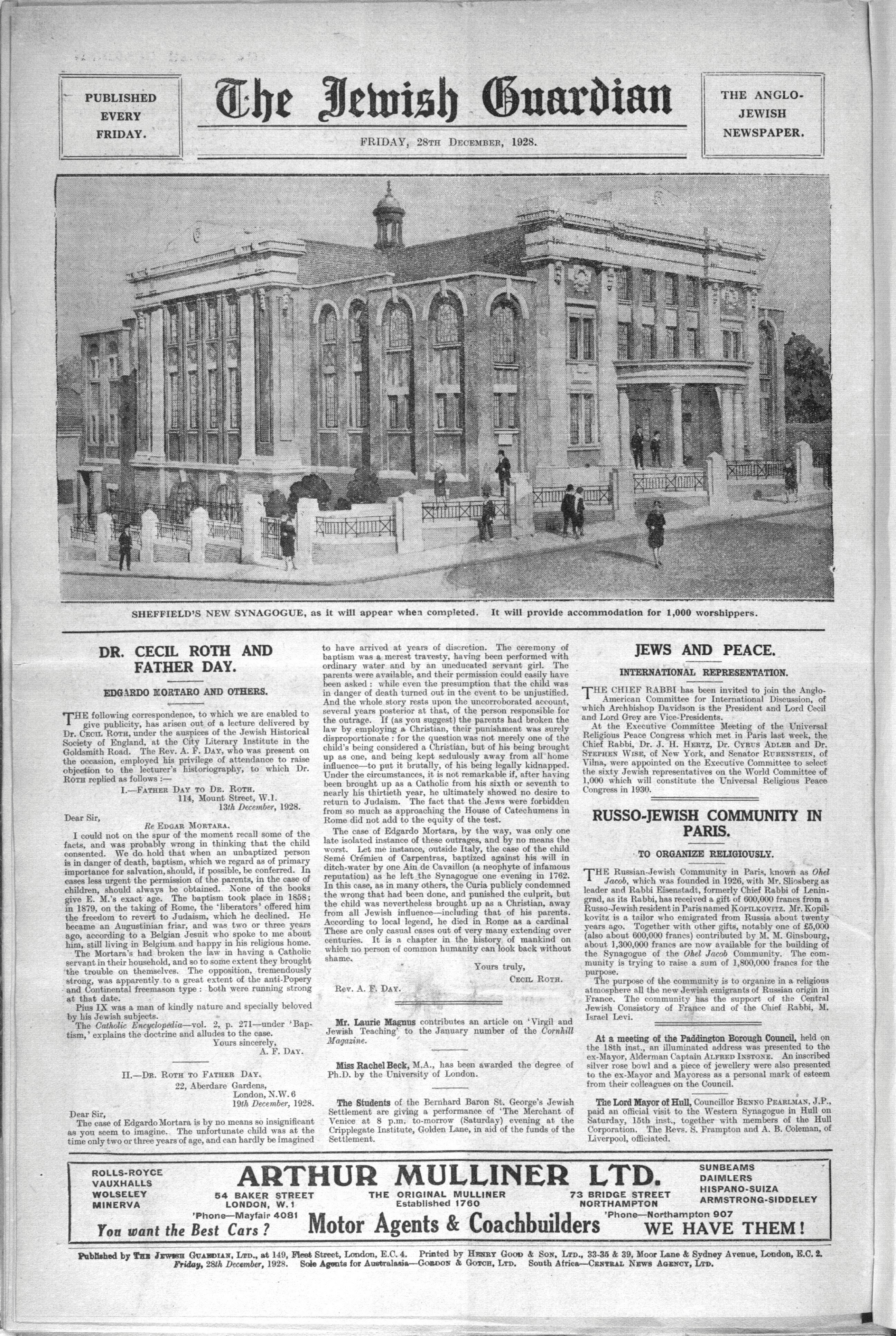
Página final London Jewish Guardian 28 de dezembro de 1928, apresentando uma carta de Roth.

Foi editor-chefe da Encyclopaedia Judaica de 1965 até sua morte.
Suas obras contam com mais de 600 itens, incluindo:
- The Last Florentine Republic (1527-1530)  (Londres, 1925)
- Roth, Cecil (1974) [1932]. A History of the Marranos 5th ed. New York, USA: Sepher-Hermon Press. ISBN 0872031381
- Life of Menasseh Ben Israel (Filadélfia, 1934)
- Roth Haggadah (1934)
- Magna Bibliotheca Anglo-Judaica: a Bibliographical Guide to Anglo-Jewish History (Londres, 1937)
- The Spanish Inquisition  (Robert Hale Limited 1937)
- Anglo-Jewish Letters, 1158-1917 (Londres, 1938)
- History of the Great Synagogue (de Londres), disponível online,[9] como parte do Arquivo Susser do JCR-UK
- The Jewish Contribution to Civilization (Nova York 1941)
- History of the Jews in England (Oxford, 1941)[10]
- History of the Jews in Italy (Filadélfia, 1946)
- The Rise of Provincial Jewry (Oxford, 1950), disponível online,[11] como parte do Arquivo Susser do JCR-UK
- History of the Jews (initially published as A Bird's-Eye View of Jewish History) (1954)
- The Jews in the Renaissance (Filadélfia, 1959)
- Jewish Art (1961)
- The Dead Sea Scrolls (1965)